# Эрнст, Генрих Вильгельм
Генрих Вильгельм Эрнст (нем. Heinrich Wilhelm Ernst; 8 июня 1812, Брюнн — 8 октября 1865, Ницца) — австрийский скрипач и композитор.

## Биография
Генрих Вильгельм Эрнст родился в семье моравских евреев. В большинстве источников годом его рождения указывается 1814-й, однако Марк Роу, автор наиболее полной биографии музыканта, установил, что это не согласуется с последующими биографическими фактами и утверждениями Эрнста, и предложил в качестве наиболее вероятной даты его рождения 8 июня 1812 года. Учился играть на скрипке с 9 лет, в Венской консерватории занимался у Йозефа Бёма и Йозефа Майзедера (скрипка) и Игнаца фон Зайфрида (композиция).
На манеру игры Эрнста решающее влияние оказал услышанный им в 1828 году концерт Никколо Паганини: Эрнст ориентировался в дальнейшем на паганиниевскую виртуозную манеру и различными способами вступал в заочное и очное соревнование с ним — исполняя, в частности, знаменитые вариации Паганини на тему арии Паизиелло «Nel cor pìu non mi sento» из оперы «Прекрасная мельничиха». Впрочем, сценический и внесценический образ жизнелюбивого Эрнста ничем не напоминал демонического Паганини. Кроме того, в отличие от Паганини, Эрнст не чуждался ансамблевого музицирования — в частности, нередко участвуя в исполнении квартетов Бетховена.
Эрнст с 1854 года проживал в Лондоне. Там он выступал в качестве солиста, а также в роли камерного музыканта. В 1859 возглавил струнный квартет Бетховенского общества.
Из сочинений Эрнста (он писал исключительно для скрипки) наибольшее значение имеют Большой каприс «Лесной царь» Op.26 (на тему баллады Шуберта) и Шесть этюдов, посвящённых каждый одному из крупнейших скрипачей-современников (Лаубу, Сентону, Иоахиму, Вьётану, Хельмесбергеру и Бадзини), среди которых особенно знаменит шестой — Интродукция, тема и вариации на тему песни «Последняя роза лета».